# Wolfstone
Wolfstone es un grupo musical escocés fundado en 1989 por Duncan Chisholm, que toca música celta combinada con rock and roll. Su repertorio consta tanto de temas originales compuestos por la banda como de temas de folk tradicionales. 

Al fin y al cabo somos una banda de rock de las Highlands escocesas que resulta que usamos gaitas, flautas y violines.
Duncan Chisholm

Su álbum de 2002, Almost an island, fue el primero que lanzaron con su propia discográfica, Once Bitten Records.

## Componentes
- Duncan Chisholm
  - Fecha de nacimiento: 31/10/68.
  - Lugar de nacimiento: Inverness, Escocia, Reino Unido.
  - Instrumentos: violín.

- Alyn Cosker
  - Fecha de nacimiento: 04/06/79.
  - Lugar de nacimiento: Ayr, Escocia, Reino Unido.
  - Instrumentos: batería y teclados.

- Stuart Eaglesham
  - Fecha de nacimiento: 11/09/65.
  - Lugar de nacimiento: Clydebank, Escocia, Reino Unido.
  - Instrumentos: guitarra.

- Colin Cunningham
  - Fecha de nacimiento: 20/02/1980.
  - Lugar de nacimiento: Dundee, Escocia, Reino Unido.
  - Instrumentos: bajo y guitarra.

- Stevie Saint
  - Fecha de nacimiento: 07/06/72.
  - Lugar de nacimiento: Pitlochry, Escocia, Reino Unido.
  - Instrumentos: gaita y flauta.

- Davie Dunsmuir

### Anteriormente
- Andy Murray
  - Instrumentos: guitarra.

- Ross Hamilton

- Roddy McCourt
  - Instrumentos: gaita.

- Ivan Drever
  - Instrumentos: compositor, voces y guitarra.

## Discografía
- 1991: Unleashed (álbum)
- 1992: The Chase
- 1993: Burning Horizons (álbum de singles)
- 1994: Year of the Dog
- 1996: The Half Tail
- 1997: Pick of the Litter (recopilación)
- 1998: This Strange Place
- 1999: Seven
- 2000: Not Enough Shouting (directo)
- 2002: Almost an Island
- 2007: Terra firma